# 298 (numero)
Duecentonovantotto (298) è il numero naturale dopo il 297 e prima del 299.

## Proprietà matematiche
- È un numero pari
- È un numero composto con i seguenti 4 divisori: 1, 2, 149, 298. Poiché la somma dei suoi divisori (escluso il numero stesso) è 152 < 298, è un numero difettivo.
- È un numero semiprimo.
- È un numero nontotiente.
- È un numero noncototiente.
- È parte della terna pitagorica (102, 280, 298), (298, 22200, 22202).

## Astronomia
- 298P/Christensen è una cometa periodica del sistema solare.
- 298 Baptistina è un asteroide della fascia principale del sistema solare.

## Astronautica
- Cosmos 298 è un satellite artificiale russo.